# 莊熊芝
莊熊芝（?—?），江苏阳湖人，清朝政治人物。
乾隆四年，登進士，授湖北羅田知縣。乾隆十四年（1750年）至乾隆十七年（1752年），擔任利川知县。乾隆二十四年，任湖南零陵知縣。乾隆三十三年，任湖南衡陽縣知縣。乾隆四十年，任四川正安州知州。